# Aa calceata
Aa calceata är en orkidéart som först beskrevs av Heinrich Gustav Reichenbach, och fick sitt nu gällande namn av Rudolf Schlechter. Aa calceata ingår i släktet Aa och familjen orkidéer. Inga underarter finns listade i Catalogue of Life.
Orkidén växer i Peru och Bolivia.